# 布雷特萬德峰

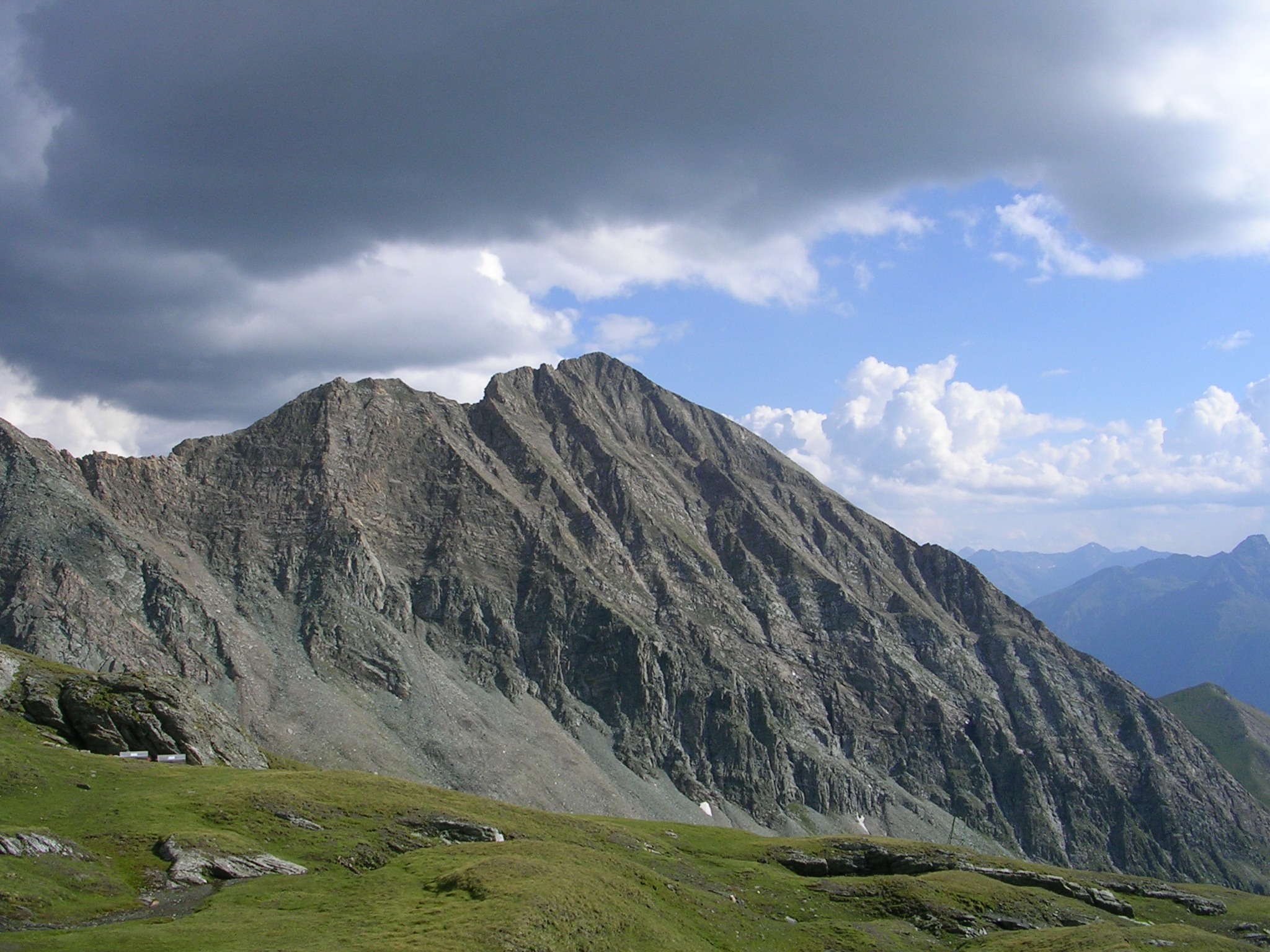

47°02′07″N 12°34′30″E / 47.035292°N 12.574914°E
布雷特萬德峰（德語：Bretterwandspitze），是奧地利的山峰，位於該國西部，由蒂羅爾州負責管轄，屬於格拉納特山脈的一部分，海拔高度2,887米，每年平均降雨量2,138毫米。